# Alvin Onyia
Alvin Onyia (* 25. November 2000) ist ein deutscher Basketballspieler.

## Werdegang
Onyia kam über eine Sichtungsveranstaltung in der Grundschule mit dem Basketballsport in Berührung. Er besuchte die Frankfurter Carl-von-Weinberg-Schule, eine vom DOSB als Eliteschule des Sports anerkannte Bildungseinrichtung, und bestand 2020 sein Fachabitur. Der Aufbauspieler wurde in den gemeinsam von der Eintracht und den Skyliners Frankfurt betriebenen Mannschaften in der Jugend-Basketball-Bundesliga sowie in der Nachwuchs-Basketball-Bundesliga eingesetzt.
Ab der Saison 2016/17 bestritt er auch Spiele für Eintrachts Herrenmannschaft in der Oberliga, ab dem Spieljahr 2017/18 in der 2. Regionalliga. Ebenfalls beginnend mit der Saison 2017/18 wurde Onyia des Weiteren in der zweiten Herrenmannschaft der Skyliners Frankfurt in der 2. Bundesliga ProB eingesetzt. Später stieg er dort zum Mannschaftskapitän auf. Seinen ersten Einsatz für Frankfurt in der Basketball-Bundesliga gewährte ihm Trainer Sebastian Gleim Anfang Dezember 2020. Nachdem die erste Frankfurter Mannschaft 2023 aus der Bundesliga abgestiegen war, trug Onyia 2023/24 als Ergänzungsspieler zum Wiederaufstieg in die höchste deutsche Spielklasse bei.
Ende Oktober 2024 gab er seinen Einstand beim Drittligisten SBB Baskets Wolmirstedt.